# Gary Payton II
Gary Dwayne Payton II (ur. 1 grudnia 1992 w Seattle) – amerykański koszykarz, występujący na pozycji rozgrywającego, obecnie zawodnik Golden State Warriors.
Jest synem członka Koszykarskiej Galerii Sław – Gary'ego Paytona. 
14 października 2017 został zwolniony przez Milwaukee Bucks. 3 dni później podpisał kontrakt z Milwaukee Bucks na występy zarówno w NBA, jak i zespole G-League – Wisconsin Herd. 18 grudnia opuścił klub.
15 stycznia 2018 podpisał umowę z Los Angeles Lakers na występy zarówno w NBA, jak i zespole G-League – South Bay Lakers. 4 września dołączył do Portland Trail Blazers na obóz szkoleniowy. 13 października został zwolniony.
21 stycznia 2019 zawarł 10-dniową umowę z Washington Wizards. Po jej wygaśnięciu opuścił klub. Kolejne miesiące spędził w zespołach G-League. 23 grudnia zawarł kolejną umowę z Wizards, tym razem do końca sezonu.
8 kwietnia 2021 podpisał 10-dniowy kontrakt z Golden State Warriors. 19 kwietnia zawarł kolejną, identyczną umowę. 16 maja przedłużył umowę z klubem do końca sezonu. 16 października 2021 został zwolniony. Trzy dni później podpisał kolejny kontrakt z klubem. 6 lipca 2022 dołączył do Portland Trail Blazers. 9 lutego 2023 został wytransferowany do Golden State Warriors.

## Osiągnięcia
Stan na 12 lutego 2023, na podstawie, o ile nie zaznaczono inaczej.
NCAA
- Uczestnik turnieju NCAA (2016)
- Mistrz regionu 18 NJCAA (2013, 2014)
- Zawodnik roku regionu 18 NJCAA (2014)
- MVP turnieju regionu 18 NJCAA (2014)
- Obrońca roku konferencji Pac-12 NCAA (2015, 2016)[20]
- Zaliczony do:
  - składu Honorable Mention All-American NCAA (2016 przez Associated Press)
  - I składu:
    - Pac-12 NCAA (2015, 2016)
    - defensywnego Pac-12 NCAA (2015, 2016)
    - All-SWAC NJCAA (2013)
    - turnieju regionu 18 NJCAA (2013)

  - II składu NJCAA Division I All-American (2014)
- Lider Pac-12 w:
  - średniej przechwytów (2015 – 3,1, 2016 – 2,5)
  - liczbie przechwytów (2015 – 95, 2016 – 80)

NBA
- Mistrz NBA (2022)[21]

G-League
- Mistrz G-League (2019)
- Obrońca roku NBA G League (2021)[22]
- Zaliczony do I składu defensywnego G-League (2019, 2021)[23]
- Lider G-League w przechwytach (2019, 2020, 2021[24])
- Zawodnik tygodnia (5.12.2016)